# Jenolidia
Jenolidia  (лат.) — род прыгающих насекомых из семейства цикадок (Cicadellidae). Юго-восточная Азия: остров Борнео (Сабах, Саравак, Малайзия). Длина 6-7 мм (самки крупнее). Скутеллюм крупный, его длина равна или больше длины пронотума. Голова субконическая, отчётливо уже пронотума. Глаза относительно крупные, вытянуто-яйцевидные. Оцеллии маленькие. Клипеус длинный, широкий. Эдеагус очень длинный, в базальной части широкий, без шипиков. Сходны по габитусу с Mahellus, отличаясь деталями строения гениталий. Род включают в состав подсемейства Coelidiinae.
- Jenolidia inflata Nielson, 1982
- Jenolidia jenniferae Nielson, 1982